# 鉄瑛
鉄 瑛（てつ えい、1916年 - 2009年2月6日）は、中華人民共和国の官僚・政治家。もとの名は任鴻譲。河北省南楽県（現在は河南省濮陽市に属す）出身。浙江省人民政府省長、中国共産党浙江省委員会書記、中国人民政治協商会議浙江省委員会主席、浙江省人民代表大会常務委員会主任。

## 経歴
1916年、河北省南楽県で生まれる。1937年10月に革命活動に参加し、同年12月に中国共産党に加入した。1964年、少将に昇格。1977年、浙江省人民政府省長兼中国共産党浙江省委員会書記に就任。12月には中国人民政治協商会議浙江省委員会主席を兼務する。1979年12月、浙江省人民代表大会常務委員会主任に転任。1983年3月、中国共産党浙江省委員会顧問委員会主任に任命。2009年2月6日、浙江省杭州市で病気のため死去した。92歳。